# KingsIsle Entertainment
KingsIsle Entertainment, Inc. une entreprise de développement de jeux vidéo américaine basée à Round Rock, au Texas. Fondée en janvier 2005 par Elie Akilian, la société exploite un studio de développement à Round Rock, au Texas, qui héberge la majorité de son personnel. KingsIsle est surtout connu pour ses jeux de rôle en ligne massivement multijoueurs, Wizard101 et Pirate101.

## Histoire
KingsIsle Entertainment a été fondée en janvier 2005 par Elie Akilian. Inspiré par son fils adolescent, fan de jeux vidéo, Akilian a créé KingsIsle à Plano, au Texas, et a commencé à embaucher d'anciens employés d'id Software et d'Ubisoft pour travailler sur ce qui allait devenir Wizard101. Pour ce faire, Akilian a utilisé les fonds générés par la vente en 2004 de sa société de logiciels de communication Inet Technologies à Tektronix pour US$325 millions,. J. Todd Coleman, qui avait vendu sa société, Wolfpack Studios, à Ubisoft en 2004, a rejoint KingsIsle en décembre 2007 après avoir été présenté à Akilian grâce à des contacts mutuels. Coleman est devenu le troisième employé de l'entreprise et le premier à être basé à Austin, au Texas, où il a été rejoint par l'ancien cofondateur de Wolfpack Studios, Josef Hall, peu de temps après.
Le 25 avril 2008, KingsIsle annonce officiellement son existence après « trois ans de secret de verrouillage ». À ce stade, la société compte cent employés à Plano et Austin, et était dirigée par Akilian en tant que président - directeur général, et David Nichols, anciennement de Midway Games, en tant que président,. Pour le premier projet de la société, Wizard101, Coleman a dirigé le développement, tandis que Tom Hall, le cofondateur d'id Software et Ion Storm, a été directeur créatif,. Plus tard cette année-là, KingsIsle sort Wizard101 en tant que jeu de rôle en ligne massivement multijoueur de combat de cartes destiné aux enfants et aux adolescents, dans lequel les joueurs jouent le rôle d'étudiants sorciers et sorciers dans un monde fantastique. En septembre 2012, Wizard101 comptait plus de 30 millions d'utilisateurs enregistrés.
Pour faire face à la croissance de son studio d'Austin, KingsIsle a loué 18 000 pieds carrés d'espace de bureau dans le bâtiment Domain 5 du complexe The Domain d'Austin en décembre 2008,. En février 2010, KingsIsle sort WizardBlox, un jeu gratuit basé sur le mini-jeu Sorcery Stones de Wizard101, pour iOS. En septembre 2010, Austin accueille la majorité des 120 employés de KingsIsle. Le nombre d'employés est passé à 135 en février 2011, et à 220 en août 2012.
En octobre 2012, KingsIsle sort son deuxième jeu en ligne, Pirate101, qui se déroule dans le même univers que Wizard101,. En novembre suivant, KingsIsle sort Grub Guardian, un jeu de tower defense où les joueurs défendent leurs tours avec des animaux de garde. Grub Guardian est sorti sur iOS, ainsi que pour les ordinateurs personnels et les appareils Android en tant que jeu par navigateur, et plus tard en tant qu'application Android native.
En janvier 2013, Coleman a annoncé son départ de KingsIsle. En 2014, la société Smartflash LLC, basée à Tyler, au Texas, a poursuivi KingsIsle, aux côtés d'Apple Inc., Game Circus et Robot Entertainment, pour contrefaçon de trois brevets déposés par le fondateur et copropriétaire de Smartflash, Patrick Racz, liés à la distribution numérique de jeux contenant, principalement des achats intégrés. Tous les accusés, à l'exception d'Apple, ont été renvoyés de l'affaire plus tard la même année dans des circonstances non divulguées. A priori les entreprises ont soit réglées leurs problèmes à l'amiable, soit fait absorber leurs responsabilités par Apple.
Le 12 mai 2016, KingsIsle licencie 72 employés de son studio d'Austin, invoquant l'annulation de plusieurs jeux mobiles inédits et un changement de stratégie produit,. En mai 2017, KingsIsle publie EverClicker pour Android et iOS. En septembre 2017, la société a loué 1 846 mètres carrés d'espace de bureau au 301 Sundance Parkway à Round Rock, au Texas. En août 2018, KingsIsle publie Animal Cove : Match 3 Adventure pour Android et iOS. En septembre 2018, Dave Rosen et Craig Beers ont rejoint l'équipe de direction de KingsIsle en tant que vice-président du marketing et vice-président de la gestion des produits, respectivement.
En janvier 2021, KingsIsle est acquis par la société holding basée à Malte Media and Games Invest pour US$126 million. En décembre, le studio a signé un accord de développement économique avec le Round Rock City Council pour emménager dans de nouveaux 33 000 pieds carrés (3 065,80032 m2)   siège social à Round Rock. Les nouveaux bureaux ont accueilli tous les employés du studio, y compris les 80 de l'ancien site de Round Rock, et visaient à employer 150 personnes supplémentaires d'ici trois ans.

## Liste
| Année | Titre         | Plateforme(s)             |
| ----- | ------------- | ------------------------- |
| 2008  | Assistant101  | macOS, Microsoft Windows  |
| 2010  | AssistantBlox | iOS                       |
| 2012  | Pirate101     | Mac OS, Microsoft Windows |
| 2012  | Grub Guardian | Android, Navigateur, iOS  |